# Microregione di Araxá
Araxá è una microregione del Minas Gerais in Brasile, appartenente alla mesoregione di Triângulo Mineiro e Alto Paranaíba.

## Comuni
È suddivisa in 10 comuni:
- Araxá
- Campos Altos
- Ibiá
- Nova Ponte
- Pedrinópolis
- Perdizes
- Pratinha
- Sacramento
- Santa Juliana
- Tapira